# Nazionale femminile di pallacanestro della Guinea
La nazionale di pallacanestro femminile della Guinea è la rappresentativa cestistica della Guinea ed è posta sotto l'egida della Federazione cestistica della Guinea.

## Piazzamenti

### Campionati africani
- 1966 -  2°
- 1970 - 5°
- 1974 - 7°
- 1984 - 8°
- 1994 - 8°

- 2011 - 11°
- 2015 - 9°
- 2017 - 10°
- 2021 - 12°
- 2023 - 8°

- 2025 - 12°

## Formazioni

### Campionati africani
Campionato africano femminile di pallacanestro 19944 N.T. Bah, 5 H. Soumar, 6 D. Diaby, 7 A. Kaba, 8 F. Torre, 9 M. Bangoura, 10 A. Kaba, 11 Y. Balde, 12 J. Camara, 13 F. Camara, 14 M. Touré, 15 M. Daboh,        All. -
Campionato africano femminile di pallacanestro 20114 Koulibaly, 5 A. Sylla, 6 Camara, 7 D. Sylla, 8 Mbaye, 9 F. Sylla, 10 Touré, 11 Sidibe, 12 Sidimé, 13 Diallo, 14 Keita, 15 M. Sylla,        All. -
Campionato africano femminile di pallacanestro 20154 Sylla, 6 Sidimé, 8 Mbaye, 10 Touré, 11 Bérété, 12 Bah, 13 Mepouyi Sylla, 14 Peruch-Niang, 15 Keita,        All. Ousmane Sylla
Campionato africano femminile di pallacanestro 20174 Sylla, 5 Dallo Mara, 6 Soumah, 7 Mbaye, 8 Sacko, 10 Bangoura, 11 Bérété, 12 Bah, 13 Peruch-Niang, 14 A. Keita, 15 S. Keita,        All. -
Campionato africano femminile di pallacanestro 20214 Mbaye, 5 Camara, 6 Soumah, 7 Mara, 8 Bérété, 9 Jallow, 10 Diawara, 11 Touré, 12 Konte, 13 Kaba, 14 Diallo, 15 Bah,        All. Ousmane Tafsir Camara
Campionato africano femminile di pallacanestro 20231 Jallow, 2 Soumah, 3 Mbaye, 4 Mara, 5 Kaba, 6 Soumah, 7 Sacko, 8 Camara, 9 Sylla, 10 Diallo, 11 Daick, 12 Bah,        All. Ousmane Tafsir Camara
Campionato africano femminile di pallacanestro 20251 Jallow, 2 Soumah, 4 Keita, 5 Kaba, 7 Mara, 8 Sacko, 10 Sylla, 11 Camara, 14 Diack, 22 Sidibe, 23 Tohonamou,        All. Malick Kone